# Lippelobos
Het Lippelobos is een bos in de tot de Antwerpse gemeente Puurs-Sint-Amands behorende plaats Lippelo, gelegen aan de Kasteeldreef. Delen liggen ook in de gemeenten Buggenhout en Londerzeel.
Het bos werd aangelegd vanuit het Hof te Melis. Het heeft een oppervlakte van 60 ha en ontstond einde 18e eeuw. Toen werden een aantal eikendreven door de toenmalige heide aangelegd. Begin 20e eeuw werden de percelen tussen de dreven bebost en ontstond een meer aaneengesloten bosgebied.
In het bos vindt men het drie-provinciepunt en in de nabijheid daarvan het Geografisch middelpunt van Vlaanderen. Ook is er een vleermuizenkelder.
Het bos heeft afwisselende biotopen zoals gemengd eiken-beukenbos en elzenbroek. Er komen veel paddenstoelen voor.
Het grootste deel van het bos is vrij toegankelijk.